# Дискография альбомов Дрейка
Канадский рэпер Дрейк выпустил восемь студийных альбомов, три сборника, пять мини-альбомов, семь микстейпов и одно переиздание. Его музыка была выпущена на лейблах Universal Motown Records и Universal Republic Records, наряду с дочерними компаниями Aspire Music Group, Young Money Entertainment и Cash Money Records.
После того, как он подписал контракт с Young Money Entertainment imprint, микстейп Дрейка So Far Gone был переиздан с 7 треками в качестве мини-альбома в 2009 году. Мини-альбом достиг 6-й позиции в американском чарте Billboard 200, а позже был сертифицирован золотом Американской ассоциацией звукозаписывающих компаний (RIAA). В июне 2010 года Дрейк выпустил свой дебютный студийный альбом Thank Me Later. Он дебютировал на первой позиции в чарте Billboard 200 и Canadian Albums Chart, и позже был сертифицирован платиной Американской ассоциацией звукозаписывающих компаний (RIAA) и Канадской ассоциацией звукозаписывающих компаний (CRIA).
В ноябре 2011 года Дрейк выпустил свой второй студийный альбом Take Care, который дебютировал на первой позиции в США и Канаде, став его вторым альбомом, достигнувшем такой позиции. В сентябре 2013 года Дрейк выпустил свой третий студийный альбом Nothing Was the Same, который стал его третьим альбомом подряд, возглавившем чарт в Канаде и США.
В 2015 году Дрейк выпустил два микстейпа, If You’re Reading This It’s Too Late, который стал доступен для покупки в феврале, и неожиданный совместный микстейп с Фьючером, What a Time to Be Alive, который был выпущен в сентябре. Четвёртый студийный альбом Дрейка Views был выпущен в апреле 2016 года, также дебютировав на первой позиции в США и Канаде, а также дебютировав на первой позиции в Великобритании, став его первым альбомом на первой позиции в Великобритании. Альбом добился огромного коммерческого успеха, став самым популярным релизом 2016 года в США.
Пятый студийный альбом Дрейка Scorpion был выпущен в июне 2018 года и также дебютировал под номером один в Канаде и США. Альбом был сертифицирован платиной в день его выхода и стал первым альбомом, который транслировался более одного миллиарда раз за неделю выпуска. Он продал 732.000 единиц эквивалента альбома, что включало 160 000 чистых продаж альбома.
1 мая 2020 года Дрейк выпустил новый микстейп Dark Lane Demo Tapes, представляющий собой подборку треков, ранее выпущенных на SoundCloud или слитых в сеть; также содержит несколько новых треков. Записан при участии Фьючера, Янг Тага, Криса Брауна, Playboi Carti, Giveon, Fivio Foreign и Sosa Geek
Свой шестой студийный альбом Certified Lover Boy Дрейк выпустил в сентябре 2021. Альбом записан при участии Jay-Z, Кида Кади, Lil Baby, Лил Уэйна, Рика Росса, Янг Тага, Фьючера, 21 Savage, Tems, Project Pat, Yebba, Giveon и Ty Dolla $ign.
17 июня 2022 года Дрейк выпустил свой седьмой студийный альбом Honestly, Nevermind. Альбом содержит одно гостевое участие.

## Альбомы

### Студийные альбомы
| Название             | Детали | Высшая позиция в чартах | Высшая позиция в чартах | Высшая позиция в чартах | Высшая позиция в чартах | Высшая позиция в чартах | Высшая позиция в чартах | Высшая позиция в чартах | Высшая позиция в чартах | Высшая позиция в чартах | Высшая позиция в чартах | Продажи                                                      | Сертификации |
| Название             | Детали | CAN                     | AUS                     | FRA                     | IRL                     | NZ                      | SWI                     | UK                      | US                      | US R&B /HH              | US Rap                  | Продажи                                                      | Сертификации |
| -------------------- | --- | ----------------------- | ----------------------- | ----------------------- | ----------------------- | ----------------------- | ----------------------- | ----------------------- | ----------------------- | ----------------------- | ----------------------- | ------------------------------------------------------------ | --- |
| Thank Me Later       | - Релиз: 15 июня 2010 - Лейбл: Young Money, Cash Money, Universal Motown, Aspire - Формат: CD, цифровая загрузка | 1                       | 81                      | 117                     | 32                      | 35                      | 69                      | 15                      | 1                       | 1                       | 1                       | - Канада: 176,000 - Великобритания: 219,053 - США: 1,830,000 | - MC: 2 × платиновый - BPI: золотой - RIAA: 4 × платиновый                                                                                                |
| Take Care            | - Релиз: 15 ноября 2011 - Лейбл: Young Money, Cash Money, Universal Republic - Формат: CD, LP, цифровая загрузка | 1                       | 15                      | 32                      | 30                      | 19                      | 45                      | 5                       | 1                       | 1                       | 1                       | - Канада: 262,000 - Великобритания: 400,450 - США: 2,338,000 | - MC: 4 × платиновый - ARIA: платиновый - BPI: 2 × платиновый - RIAA: 6 × платиновый                                                                      |
| Nothing Was the Same | - Релиз: 24 сентября 2013 - Лейбл: Young Money, Cash Money, Republic, OVO Sound - Формат: CD, цифровая загрузка  | 1                       | 2                       | 11                      | 4                       | 4                       | 11                      | 2                       | 1                       | 1                       | 1                       | - Канада: 201,000 - Великобритания: 256,013 - США: 1,783,000 | - MC: 3 × платиновый - ARIA: платиновый - IFPI DEN: платиновый - BPI: платиновый - RIAA: 6 × платиновый                                                   |
| Views                | - Релиз: 29 апреля 2016 - Лейбл: Young Money, Cash Money, Republic - Формат: CD, LP, цифровая загрузка           | 1                       | 1                       | 4                       | 2                       | 1                       | 4                       | 1                       | 1                       | 1                       | 1                       | - Великобритания: 387,000 - США: 1,730,000                   | - MC 6 × платиновый - ARIA: 2 × платиновый - IFPI DEN: 5 × платиновый - BPI: 2 × платиновый - BVMI: золотой - RIAA: 8 × платиновый - SNEP: 2 × платиновый |
| Scorpion             | - Релиз: 29 июня 2018 - Лейбл: Young Money, Cash Money, Republic - Формат: CD, LP, цифровая загрузка             | 1                       | 1                       | 3                       | 1                       | 1                       | 1                       | 1                       | 1                       | 1                       | 1                       | - США: 330,000                                               | - MC: 2 × платиновый - ARIA: 2 × платиновый - IFPI DEN: 3 × платиновый - BPI: 2 × платиновый - RIAA: 7 × платиновый - RMNZ: платиновый - SNEP: платиновый |
| Certified Lover Boy  | - Released: September 3, 2021 - Label: OVO, Republic - Formats: Digital download, streaming                      | 1                       | 1                       | 1                       | 3                       | 1                       | 1                       | 1                       | 1                       | 1                       | 1                       | - Канада: 4,000 - США: 70,865                                | - ARIA: платиновый - IFPI DEN: платиновый - BPI: платиновый - RIAA: 3 × платиновый - RMNZ: 2 × платиновый - SNEP: золотой                                 |
| Honestly, Nevermind  | - Релиз: 17 июня 2022 - Лейбл: OVO, Republic - Формат: Цифровая загрузка, стриминг                               | 1                       | 2                       | 2                       | 6                       | 2                       | 2                       | 2                       | 2                       | 2                       | 1                       | - США: 16,000                                                | - MC: 2× 2 × платиновый - IFPI DEN: золотой - BPI: золотой - RIAA: платиновый                                                                             |
| For All the Dogs     | - Релиз: 6 октября 2023 - Лейбл: OVO, Republic - Формат: Цифровая загрузка, стриминг                             | 1                       | 1                       | 1                       | 2                       | 1                       | 1                       | 1                       | 2                       | 1                       | 1                       | - США: 13,981                                                | - MC: 2 × платиновый - IFPI DEN: золотой - BPI: золотой - RMNZ: золотой                                                                                   |

### Совместные альбомы
| Название                                        | Детали                                                                                                | Высшая позиция в чартах | Высшая позиция в чартах | Высшая позиция в чартах | Высшая позиция в чартах | Высшая позиция в чартах | Высшая позиция в чартах | Высшая позиция в чартах | Высшая позиция в чартах | Высшая позиция в чартах | Высшая позиция в чартах | Продажи       | Сертификации                                                                                                   |
| Название                                        | Детали                                                                                                | CAN                     | AUS                     | DEN                     | FRA                     | IRE                     | NZ                      | NOR                     | SWE                     | UK                      | US                      | Продажи       | Сертификации                                                                                                   |
| ----------------------------------------------- | --- | ----------------------- | ----------------------- | ----------------------- | ----------------------- | ----------------------- | ----------------------- | ----------------------- | ----------------------- | ----------------------- | ----------------------- | ------------- | --- |
| Her Loss (совместно с 21 Savage)                | - Релиз: 4 ноября 2022 - Лейбл: OVO, Republic - Формат: CD, цифровая загрузка, стриминг               | 1                       | 2                       | 1                       | 10                      | 2                       | 2                       | 1                       | 2                       | 1                       | 1                       | - США: 20,000 | - MC: 2 × платиновый - ARIA: золотой - IFPI DEN: золотой - BPI: золотой - RIAA: 2 × платиновый - RMNZ: золотой |
| Some Sexy Songs 4 U (совместно с PartyNextDoor) | - Релиз: 14 февраля 2025 - Лейбл: OVO, Republic, Santa Anna - Формат: CD, цифровая загрузка, стриминг | —                       | —                       | —                       | —                       | —                       | —                       | —                       | —                       | —                       | —                       |               | |

### Сборники
| Название                                                                                 | Детали                                                                                                   | Высшая позиция в чартах | Высшая позиция в чартах | Высшая позиция в чартах | Высшая позиция в чартах | Высшая позиция в чартах | Высшая позиция в чартах | Высшая позиция в чартах | Продажи        | Сертификации                   |
| Название                                                                                 | Детали                                                                                                   | CAN                     | AUS                     | UK                      | UK R&B                  | US                      | US R&B /HH              | US Rap                  | Продажи        | Сертификации                   |
| ---------------------------------------------------------------------------------------- | --- | ----------------------- | ----------------------- | ----------------------- | ----------------------- | ----------------------- | ----------------------- | ----------------------- | -------------- | ------------------------------ |
| We Are Young Money (в составе Young Money)                                               | - Релиз: 21 декабря 2009 - Лейбл: Young Money, Cash Money, Republic - Формат: CD, цифровая загрузка      | —                       | —                       | —                       | —                       | 9                       | 3                       | 1                       | - США: 142,000 | - RIAA: платиновый             |
| Rise of an Empire (в составе Young Money)                                                | - Релиз: 11 марта 2014 - Лейбл: Young Money, Cash Money, Republic - Формат: CD, цифровая загрузка        | 24                      | —                       | 148                     | 18                      | 7                       | 4                       | 2                       | - США: 53,000  |                                |
| Care Package                                                                             | - Релиз: 2 августа 2019 - Лейбл: Young Money, Cash Money, Republic - Формат: Стриминг, цифровая загрузка | 1                       | 7                       | 4                       | —                       | 1                       | 1                       | 1                       | - США: 16,000  | MC: платиновый BPI: серебряный |
| «—» обозначает запись, которая не попала в чарт или не была выпущена на этой территории. | |                         |                         |                         |                         |                         |                         |                         |                |                                |

### Переиздания
| Название                             | Детали                                                                               |
| ------------------------------------ | ------------------------------------------------------------------------------------ |
| For All the Dogs Scary Hours Edition | - Релиз: 17 ноября 2023 - Лейбл: OVO, Republic - Формат: Стриминг, цифровая загрузка |

## Мини-альбомы
| Название                                                                                 | Детали | Высшая позиция в чартах | Высшая позиция в чартах | Высшая позиция в чартах | Высшая позиция в чартах | Продажи                         | Сертификации                  |
| Название                                                                                 | Детали | CAN                     | US                      | US R&B /HH              | US Rap                  | Продажи                         | Сертификации                  |
| ---------------------------------------------------------------------------------------- | --- | ----------------------- | ----------------------- | ----------------------- | ----------------------- | ------------------------------- | ----------------------------- |
| So Far Gone                                                                              | - Релиз: 15 сентября 2009 - Лейбл: Young Money, Cash Money, Universal Motown, Aspire - Формат: CD, цифровая загрузка | 15                      | 6                       | 3                       | 2                       | - Канада: 58,000 - США: 785,000 | - MC: золотой - RIAA: золотой |
| Scary Hours                                                                              | - Релиз: 19 января 2018 - Лейбл: Young Money, Cash Money, Republic - Формат: Цифровая загрузка                       | —                       | —                       | —                       | —                       |                                 |                               |
| The Best in the World Pack                                                               | - Релиз: 15 июня 2019 - Лейбл: Frozen Moments, Republic - Формат: Цифровая загрузка                                  | —                       | —                       | —                       | —                       |                                 |                               |
| Scary Hours 2                                                                            | - Релиз: 5 марат 2021 - Лейбл: OVO, Republic - Formats: Digital download, streaming                                  | —                       | —                       | —                       | —                       |                                 |                               |
| 100 Gigs                                                                                 | - Релиз: 10 августа 2024 - Лейбл: OVO, Republic - Формат: Цифровая загрузка                                          | —                       | —                       | —                       | —                       |                                 |                               |
| «—» обозначает запись, которая не попала в чарт или не была выпущена на этой территории. | |                         |                         |                         |                         |                                 |                               |

## Микстейпы
| Название                                                                                 | Детали | Высшая позиция в чартах | Высшая позиция в чартах | Высшая позиция в чартах | Высшая позиция в чартах | Высшая позиция в чартах | Высшая позиция в чартах | Высшая позиция в чартах | Высшая позиция в чартах | Высшая позиция в чартах | Высшая позиция в чартах | Продажи                                                      | Сертификации                                                              |
| Название                                                                                 | Детали | CAN                     | AUS                     | FRA                     | IRL                     | NZ                      | SWI                     | UK                      | US                      | US R&B /HH              | US Rap                  | Продажи                                                      | Сертификации                                                              |
| ---------------------------------------------------------------------------------------- | --- | ----------------------- | ----------------------- | ----------------------- | ----------------------- | ----------------------- | ----------------------- | ----------------------- | ----------------------- | ----------------------- | ----------------------- | ------------------------------------------------------------ | ------------------------------------------------------------------------- |
| Room for Improvement                                                                     | - Релиз: 14 февраля 2006 (США) - Лейбл: All Things Fresh - Формат: CD, цифровая загрузка                                             | —                       | —                       | —                       | —                       | —                       | —                       | —                       | —                       | —                       | —                       |                                                              |                                                                           |
| Comeback Season                                                                          | - Релиз: 1 сентября 2007 (США) - Лейбл: October’s Very Own - Формат: CD, цифровая загрузка                                           | —                       | —                       | —                       | —                       | —                       | —                       | —                       | —                       | —                       | —                       |                                                              |                                                                           |
| So Far Gone                                                                              | - Релиз: 13 февраля 2009; 13 февраля 2019 (WW) - Лейбл: October’s Very Own - Формат: CD, цифровая загрузка                           | 7                       | 34                      | —                       | 57                      | —                       | 61                      | 21                      | 5                       | 1                       | 1                       | - США: 7,000                                                 |                                                                           |
| If You’re Reading This It’s Too Late                                                     | - Релиз: 13 февраля 2015 - Лейбл: Young Money, Cash Money, Republic, OVO Sound - Формат: CD, LP, цифровая загрузка                   | 1                       | 2                       | 55                      | 13                      | 3                       | 7                       | 3                       | 1                       | 1                       | 1                       | - Канада: 109,000 - Великобритания: 100,000 - США: 1,233,000 | - MC: 2 × платиновый - BPI: золотой - RIAA: 2 × платиновый                |
| What a Time to Be Alive (совместно с Фьючером)                                           | - Релиз: 20 сентября 2015 - Лейбл: Young Money, Cash Money, Republic, OVO Sound, Epic, A1, Freebandz - Формат: LP, цифровая загрузка | 1                       | 4                       | 34                      | 30                      | 8                       | —                       | 6                       | 1                       | 1                       | 1                       | - США: 564,000                                               | - RIAA: платиновый - BPI: серебряный - MC: платиновый                     |
| More Life                                                                                | - Релиз: 18 марта 2017 - Лейбл: Young Money, Cash Money, Republic, OVO Sound - Format: Цифровая загрузка                             | 1                       | 2                       | 5                       | 2                       | 3                       | 4                       | 2                       | 1                       | 1                       | 1                       | - США: 363,000                                               | - MC: 2 × платиновый - BPI: платиновый - RMNZ: золотой - SNEP: платиновый |
| Dark Lane Demo Tapes                                                                     | - Релиз: 1 мая 2020 - Лейбл: Young Money, Cash Money, Republic, OVO Sound - Format: Цифровая загрузка, стриминг                      | 1                       | 1                       | 2                       | 1                       | 1                       | —                       | 1                       | 2                       | —                       | —                       |                                                              |                                                                           |
| «—» обозначает запись, которая не попала в чарт или не была выпущена на этой территории. | |                         |                         |                         |                         |                         |                         |                         |                         |                         |                         |                                                              |                                                                           |

## Комментарии
1. ↑   Canadian sales for Certified Lover Boy in 2021[40]
2. ↑   In 2021 the album sold 67,000 pure copies, 3,000 in 2022, and 865 in 2024 [41][42][43]
3. ↑   In 2022 the album sold 16,000 pure copies [42]
4. ↑   In 2023 the album sold 13,981 pure copies [43]
5. ↑   In 2023 the album sold 20,000 pure copies [55]